# 武林書畫院澄心堂
武林書畫院澄心堂是位於杭州市上城區武林書畫院的歷史建築，地址為南山路238號，地處淨蓮堂北側，西側與南山路相接。2021年，武林書畫院澄心堂被列入第八批杭州市歷史建築保護名錄。

## 概況
武林書畫院澄心堂地處韶華巷-恰豐里歷史地段重點保護區內，武林書畫院凈蓮堂北側，西臨南山路，東側與西湖天地二期地塊接壤，澄心堂與西湖大道290號至298號武林書畫院凈蓮堂建築是韶華巷-東海里一帶僅存的兩座歷史建築。澄心堂基址地處南宋時期古上方寺之基墟內，陳果夫曾在此居住過。武林書畫院澄心堂共兩層高，坐北朝南，占地面積約240平方米。建築為磚木結構，清水磚墻與坡屋頂相結合，入口處設有西式石庫門，二樓設西式陽台。建築外觀清新雅致，為典型的石庫門，建築無過多裝飾，具有明顯的時代特征，是獨立式西式石庫門建築之發展演變的重要實證。2006年5月1日，武林書畫院湧金門院址首次對外開放。2021年11月，武林書畫院澄心堂被列入杭州市歷史建築保護名錄。

## 交通
武林書畫院澄心堂位於武林書畫院內，可乘坐杭州地鐵1號線至龍翔橋站或乘坐杭州公交12、102、133、42、1314、4路區間、12路區間公交，在涌金門站或涌金門東站下車。